# Пам'ятки культурної спадщини Лановецької громади
У статті наведений перелік об'єктів культурної спадщини Лановецької громади Кременецького району Тернопільської области України.

## Пам'ятки археології
| №  | Назва                                                    | Дата | Адреса | Охоронний номер | Документ про взяття на облік |
| -- | -------------------------------------------------------- | --- | --- | --------------- | --- |
| 1  | Курган Бережанка І                                       | культура невизначена | с. Бережанка, 500 м на південь від села, на вершині вододільного плато | 1653            | Наказ управління культури обласної державної адміністрації від 27.01.2010 № 16 |
| 2  | Могильник Бережанка ІІ                                   | черняхівська культура (ІІІ-IV ст. н. е.) | с. Бережанка, правий берег струмка, хутір Зінновечина | 2548            | Рішення виконкому Тернопільської обласної ради від 14.07.1989 № 162 |
| 3  | Поселення Бережанка ІІІ                                  | ранньозалізний час (І тис. до н. е.);черняхівська культура (ІІІ-IV ст. н. е.) | с. Бережанка, хутір Зінновечина | 2549            | Рішення виконкому Тернопільської обласної ради від 14.07.1989 № 162 |
| 4  | Поселення Білка І                                        | комарівсько-тшинецька культура (XV – ХІІ ст. до н. е.); черняхівська культура (ІІІ-IV ст. н. е.); давньоруський час (Х–ХІІІ ст.) | с. Білка, на схід від села, високий правий берег р. Жирак, урочище Дубина | 2550            | Наказ управління культури обласної державної адміністрації від 18.10.2005 № 112 |
| 5  | Поселення Білка ІІ                                       | черняхівська культура (ІІІ-IV ст. н. е.); давньоруський час (Х–ХІІІ ст.) | с. Білка, на північ від Білка І, урочище Суволоки, високий правий берег р. Жирак | 2551            | Наказ управління культури обласної державної адміністрації від 18.10.2005 № 112 |
| 6  | Стоянка Буглів І                                         | пізній палеоліт (40-10 тис. років тому) | с. Буглів, урочище За Ставом | 2560            | Розпорядження Представника Президента України у Тернопільській області від 25.06.1992 № 148 |
| 7  | Стоянка Буглів ІІ                                        | пізній палеоліт (40-10 тис. років тому) | с. Буглів, урочище За Жолобом | 2562            | Розпорядження Представника Президента України у Тернопільській області від 25.06.1992 № 148 |
| 8  | Стоянка Буглів ІІІ                                       | пізній палеоліт (40-10 тис. років тому) | с. Буглів, урочище За Жолобом | 2563            | Розпорядження Представника Президента України у Тернопільській області від 25.06.1992 № 148 |
| 9  | Стоянка Буглів IV                                        | пізній палеоліт (40-10 тис. років тому) | с. Буглів, південні околиці села | 2561            | Розпорядження Представника Президента України у Тернопільській області від 25.06.1992 № 148 |
| 10 | Стоянка Буглів V                                         | ранній палеоліт (1,5 млн. – 150 років до н.е.);середній палеоліт (150-40 тис. років тому);пізній палеоліт (40-10 тис. років тому); (ІХ – VII тис. до н.е. ) | с. Буглів, уроч. Камінна гора |                 | Розпорядження Представника Президента України у Тернопільській області від 25.06.1992 № 148, Наказ Міністерства культури України від 03.02.2010 № 58/0/16-10 (у редакції від 16.06.2011 № 453/0/16-11) |
| 11 | Стоянка Буглів VI                                        | середній палеоліт (150-40 тис. років тому); пізній палеоліт (40-10 тис. років тому) | с. Буглів, північно-східні околиці села, правий берег р. Буглівки | 2558            | Наказ управління культури обласної державної адміністрації від 18.10.2005 № 112 |
| 12 | Стоянка Буглів VIII                                      | середній палеоліт (150-40 тис. років тому) | с. Буглів, на віддалі 400 м від села, правий берег р. Буглівки | 2559            | Наказ управління культури обласної державної адміністрації від 18.10.2005 № 112 |
| 13 | Двошарова пам’ятка (стоянка та поселення) Ванжулів І     | середній (мустьєрський час) і пізній палеоліт (40-10 тис. років тому); енеоліт (IV-ІІІ тис. до н.е.) | с. Ванжулів, урочище Замчище | 2568            | Рішення виконкому Тернопільської обласної ради від 14.07.1989 № 162 |
| 14 | Багатошарова пам’ятка (стоянка та поселення) Ванжулів ІІ | пізній ашель (300-150 тис. років тому); середній (150-40 тис. років тому) пізній палеоліт (40-10 тис. років тому);ранній залізний вік (І тис. до н. е.) | с. Ванжулів, урочище В лужку, (Дігтярня) | 2570            | Рішення виконкому Тернопільської обласної ради від 14.07.1989 № 162 |
| 15 | Стоянка Ванжулів ІІІ                                     | середній палеоліт (150-40 тис. років тому) | с. Ванжулів, урочище Замчисько, за 200 м від пам’ятки Ванжулів І | 2571            | Наказ управління культури обласної державної адміністрації від 18.10.2005 № 112 |
| 16 | Багатошарова пам’ятка (стоянка та поселення) Ванжулів IV | середній палеоліт (150-40 тис. років тому); пізній палеоліт (40-10 тис. років тому); енеоліт (IV-ІІІ тис. до н.е.) | с. Ванжулів, урочище Голда | 2569            | Розпорядження Представника Президента України у Тернопільській області від 25.06.1992 № 148 |
| 17 | Поселення Ванжулів V                                     | енеоліт-бронза(IV-ІІ тис. до н. е.) | с. Ванжулів, урочище Поле за Ренщуком | 2567            | Розпорядження Представника Президента України у Тернопільській області від 25.06.1992 № 148 |
| 18 | Курган Ванжулів VI                                       | культура невизначена | с. Ванжулів, за 4 км на північ від села, справа від траси на Ланівці, на полі; на кургані встановлений геодезичний знак | 1409            | Наказ управління культури обласної державної адміністрації від 27.01.2010 № 16 |
| 19 | Поселення Ванжулів VII                                   | енеоліт-бронза (IV-ІІ тис. до н. е.) | с. Ванжулів, урочище За цвинтарем | 2566            | Розпорядження Представника Президента України у Тернопільській області від 25.06.1992 № 148 |
| 20 | Стоянка Ванжулів VIII                                    | середній палеоліт (150-40 тис. років тому) | с. Ванжулів, на рівнині лівого берега р. Буглівки, на захід від села, в кар’єрі цегельні | 2564            | Наказ управління культури обласної державної адміністрації від 18.10.2005 № 112 |
| 21 | Стоянка Ванжулів ІХ                                      | середній палеоліт (150-40 тис. років тому), пізній палеоліт (40-10 тис. років тому) | с. Ванжулів, в східних околицях села, на схилі балки, вище по схилу цвинтар | 2565            | Наказ управління культури обласної державної адміністрації від 18.10.2005 № 112 |
| 22 | Городище Вербовець І                                     | давньоруський час (Х–ХІІІ ст.) | с. Вербовець, урочище Замчисько, правий берег р. Самець | 2572            | Наказ управління культури обласної державної адміністрації від 18.10.2005 № 112 |
| 23 | Городище Вишгородок І                                    | пізнє середньовіччя (XIV-XVII ст.) | с. Вишгородок, центрально-східна частина села, на високому мисі, утвореному правим берегом р. Свинорийка, на захід від церкви | 1438            | Наказ управління культури обласної державної адміністрації від 27.01.2010 № 16 |
| 24 | Стоянка і замчисько Вишгородок ІІ                        | пізній палеоліт (40-10 тис. років тому); пізнє середньовіччя (XIV-XVII ст.) | с. Вишгородок, південна частина села, високий мис, утворений злиттям двох струмків | 1708            | Наказ управління культури обласної державної адміністрації від 27.01.2010 № 16 |
| 25 | Поселення Гриньки І                                      | черняхівська культура (ІІІ- IV ст. н. е.), давньоруський час (ХІІ – ХІІІ ст.) | с. Гриньки, лівий берег ставка, близько 50 м від крайніх хат на північний схід | 1421            | Наказ управління культури обласної державної адміністрації від 27.01.2010 № 16 |
| 26 | Поселення Гриньки ІІ                                     | могилянська група скіфського часу; черняхівська культура (ІІІ- IV ст. н. е.) | с. Гриньки, лівий берег ставка, 2-й мисоподібний виступ зі сторони дамби | 1422            | Наказ управління культури обласної державної адміністрації від 27.01.2010 № 16 |
| 27 | Поселення Гриньки ІІІ                                    | ранній залізний вік (І тис. до н. е.); черняхівська культура (ІІІ- IV ст. н. е.), давньоруський час (ХІІ – ХІІІ ст.) | с. Гриньки, лівий берег ставка, 300 м на захід від мосту через річку | 1423            | Наказ управління культури обласної державної адміністрації від 27.01.2010 № 16 |
| 28 | Поселення Загірці І                                      | черняхівська культура (ІІІ-IV ст. н. е.); | с. Загірці, північно-східні околиці, на березі ставка | 2573            | Рішення виконкому Тернопільської обласної ради від 14.07.1989 № 162 |
| 29 | Поселення Загірці ІІ                                     | доба бронзи – ранньозалізний час (ІІ – І тис. до н. е.), давньоруська культура (ХІІ – ХІІІ ст.) | с. Загірці, 2 км на північний схід від села, правий берег ставу | 1815            | Наказ управління культури обласної державної адміністраці від 09.02.2012 № 14 |
| 30 | Стоянка Іванківці ІІ                                     | пізній палеоліт (40-10 тис. років тому) | с. Іванківці, урочище Дубняки (Гнилиці) | 2576            | Рішення виконкому Тернопільської обласної ради від 14.07.1989 № 162 |
| 31 | Стоянка Іванківці ІІІ                                    | пізній палеоліт (40-10 тис. років тому) | с. Іванківці, урочище Дубняки (Гнилиці) | 2577            | Рішення виконкому Тернопільської обласної ради від 14.07.1989 № 162 |
| 32 | Стоянка Іванківці V                                      | пізній палеоліт (40-10 тис. років тому) | с. Іванківці, урочище Зінчина Гора | 2574            | Рішення виконкому Тернопільської обласної ради від 14.07.1989 № 162 |
| 33 | Стоянка Іванківці VI                                     | пізній палеоліт (40-10 тис. років тому) | с. Іванківці, урочище За Кіндратом | 2575            | Рішення виконкому Тернопільської обласної ради від 14.07.1989 № 162 |
| 34 | Стоянка Козачки І                                        | пізній палеоліт (40-10 тис. років тому) | с. Козачки, на правому високому берег ставка, за 200 м на захід від села | 1420            | Наказ управління культури обласної державної адміністрації від 27.01.2010 № 16 |
| 35 | Стоянка Козачки ІІ                                       | пізній палеоліт (40-10 тис. років тому) | с. Козачки, східні околиці села, правий берег р. Жирак | 1856            | Наказ управління культури обласної державної адміністраці від 09.02.2012 № 14 |
| 36 | Поселення Козачки ІІІ                                    | комарівсько-тшинецька культура (XV – ХІІ ст. до н. е.), ранньозалізний час (І тис. до н. е.), давньоруська культура (ХІІ-ХІІІ ст.) | с. Козачки, східні околиці села, на підвищеному мисі, розташованому біля кар'єру | 1857            | Наказ управління культури обласної державної адміністраці від 09.02.2012 № 14 |
| 37 | Стоянка та поселення Ланівці І                           | пізній палеоліт (40-10 тис. років тому) (стоянка), давньоруський час (Х–ХІІІ ст.) | м. Ланівці, південно-західні околиці селища, біля нового кладовищі, урочище Цегельня, правий берег р. Жирак | 2578            | Наказ управління культури обласної державної адміністрації від 18.10.2005 № 112 |
| 38 | Поселення Ланівці ІІ                                     | пізній палеоліт (40-10 тис. років тому), мезоліт (кінець ІХ-VI тис. до н. е.), комарівсько-тшинецька культура (XV – ХІІ ст. до н. е.), давньоруський час (Х–ХІІІ ст.) | м. Ланівці, південно-західні околиці селища, урочище Хутір Жирак, правий берег р. Жирак | 2580            | Наказ управління культури обласної державної адміністрації від 18.10.2005 № 112 |
| 39 | Поселення Ланівці ІІІ                                    | пізній палеоліт (40-10 тис. років тому), трипільська культура (IV-кінець ІІІ тис. до н.е.), городоцько-здовбицька культура шнурової кераміки (остання чверть ІІІ – перша чверть ІІ тис. до н. е.), черняхівська культура (ІІІ- IV ст. н. е.), давньоруський час (Х–ХІІІ ст.) | м. Ланівці, східна частина селища, біля нового кладовищі, урочище Левада, правий берег р. Жердь | 2581            | Наказ управління культури обласної державної адміністрації від 18.10.2005 № 112 |
| 40 | Поселення Ланівці IV                                     | трипільська культура (IV-кінець ІІІ тис. до н.е.); підкарпатська культура шнурової кераміки (ХІХ – XVI ст. до. н. е.); комарівсько-тшинецька культура (XV – ХІІ ст. до н. е.); черняхівська культура (ІІІ- IV ст. н. е.); давньоруський час (ІХ-Х ст.)                       | м. Ланівці, урочище Левада, лівий берег р. Жирак | 2579            | Наказ управління культури обласної державної адміністрації від 18.10.2005 № 112 |
| 41 | Поселення Ланівці V                                      | пізній палеоліт (40-10 тис. років тому); черняхівська культура (ІІІ- IV ст. н. е.) | м. Ланівці, південні околиці міста, високий правий берег ставу | 1496            | Наказ управління культури обласної державної адміністрації від 27.01.2010 № 16 |
| 42 | Городище Ланівці VI                                      | ранньозалізний час (І тис. до н. е.); давньоруська культура (Х–ХІІІ ст.) | м. Ланівці, урочище «Замчисько», територія ПТУ | 765             | Наказ управління культури обласної державної адміністраці від 09.02.2012 № 14 |
| 43 | Поселення Лопушне І                                      | епоха бронзи – ранній залізний вік (ІІ – І тис. до н. е.); давньоруський час (ХІІ – ХІІІ ст.) | с. Лопушне, 1 км на схід від села, біля Лопушанських хуторів (вул. Хутірська), І – ІІ надзаплавні тераси лівого берега струмка | 1657            | Наказ управління культури обласної державної адміністрації від 27.01.2010 № 16 |
| 44 | Поселення Лопушне ІІ                                     | давньоруський час (ХІІ – ХІІІ ст.) | с. Лопушне, 1,2 км на схід від села, І – ІІ надзаплавні тераси лівого берега струмка, 200 м на схід від поселення Лопушне І | 1658            | Наказ управління культури обласної державної адміністрації від 27.01.2010 № 16 |
| 45 | Поселення Мала Білка ІІІ                                 | давньоруський час (ХІІ – ХІІІ ст.) | с. Мала Білка, центральна частина села, на південно-східному схилі мису утвореному лівим берегом річки | 1407            | Наказ управління культури обласної державної адміністрації від 27.01.2010 № 16 |
| 46 | Городище Пахиня І                                        | давньоруський час (ХІ ст.) | с. Пахиня, урочище Замчисько, в північно-західній частині села, на високій горі. З півночі воно відділене від плато 3-ма рядами валів і ровів, а з інших боків - стрімкими схилами гори. Зберігся в'їзд на городище в уроч. Зарванка | 2585            | Наказ управління культури обласної державної адміністрації від 18.10.2005 № 112 |
| 47 | Городище Пахиня ІІ                                       | давньоруський час (ХІ ст.) | с. Пахиня, урочище Окіп, на горі Тернові, в лісі | 2586            | Рішення виконкому Тернопільської обласної ради від 14.07.1989 № 162 |
| 48 | Стоянка Печірна І                                        | палеоліт (40-10 тис. років тому) | с. Печірна, околиці села, на високому мисі правого берега потічка | 2589            | Наказ управління культури обласної державної адміністрації від 18.10.2005 № 112 |
| 49 | Поселення Печірна ІІ                                     | комарівська культура (XV – ХІІ ст. до н. е.), черняхівська культура (ІІІ-IV ст. н. е.) | с. Печірна, урочище Євтухова Верба | 2590            | Рішення виконкому Тернопільської обласної ради від 14.07.1989 № 162 |
| 50 | Поселення Якимівці І                                     | черняхівська культура (ІІІ-IV ст. н. е.) | с. Якимівці, хутір Буйгори | 2593            | Рішення виконкому Тернопільської обласної ради від 14.07.1989 № 162 |

## Пам'ятки архітектури
| №   | Назва                                       | Дата          | Адреса            | Охоронний номер | Документ про взяття на облік                                |
| --- | ------------------------------------------- | ------------- | ----------------- | --------------- | ----------------------------------------------------------- |
| 1.  | Покровська церква (дер.)                    | 1816 р.       | м. Ланівці        | 1607            | рішення Тернопільського облвиконкому від 31.03.1992 р. № 30 |
| 2.  | Церква св. Юрія (дер.)                      | XVI ст.       | с. Бережанка      | 1608            | рішення Тернопільського облвиконкому від 31.03.1992 р. № 30 |
| 3.  | Каплиця (дер.)                              | 1850-1970 рр. | с. Бережанка      | 1609            | рішення Тернопільського облвиконкому від 31.03.1992 р. № 30 |
| 4.  | Каплиця (мур.)                              | ХІХ ст.       | с. Бережанка      | 1610            | рішення Тернопільського облвиконкому від 31.03.1992 р. № 30 |
| 5.  | Костел (мур.)                               | 1938 р.       | с. Бережанка      | 404             | рішення Тернопільського облвиконкому від 31.03.1992 р. № 30 |
| 6.  | Церква Різдва Богородиці (дер.)             | 1778 р.       | с. Білка          | 1611            | рішення Тернопільського облвиконкому від 31.03.1992 р.№ 30  |
| 7.  | Церква св. Михаїла (мур.)                   | 1892 р.       | с. Білозірка      | 1612            | рішення Тернопільського облвиконкому від 31.03.1992 р. № 30 |
| 8.  | Каплиця (дер.)                              | ХІХ ст.       | с. Білозірка      | 1613            | рішення Тернопільського облвиконкому від 31.03.1992 р. № 30 |
| 9.  | Церква св. Михаїла (дер.)                   | 1893 р.       | с. Буглів         | 1656            | рішення Тернопільського облвиконкому від 31.03.1992 р. № 30 |
| 10. | Церква Різдва Богородиці (дер.)             | 1894 р.       | с. Буглів         | 1657            | рішення Тернопільського облвиконкому від 31.03.1992 р. № 30 |
| 11. | Церква Різдва Богородиці (дер.)             | 1897 р.       | с. Ванжулів       | 1618            | рішення Тернопільського облвиконкому від 31.03.1992 р. № 30 |
| 12. | Каплиця (дер.)                              | ХІХ ст.       | с. Ванжулів       | 1619            | рішення Тернопільського облвиконкому від 31.03.1992 р. № 30 |
| 13. | Церква св. Миколая (мур.)                   | 1818 р.       | с. Вербовець      | 1620            | рішення Тернопільського облвиконкому від 31.03.1992 р. № 30 |
| 14. | Церква Ікони Казанської Божої Матері (дер.) | 1867 р.       | с. Верещаки       | 1621            | рішення Тернопільського облвиконкому від 31.03.1992 р. № 30 |
| 15. | Церква Різдва Богородиці (мур.)             | 1843 р.       | с. Вишгородок     | 1622            | рішення Тернопільського облвиконкому від 31.03.1992 р. № 30 |
| 16. | Церква Святої Трійці (мур.)                 | 1751 р.       | с. Татаринці      | 1627            | рішення Тернопільського облвиконкому від 31.03.1992 р. № 30 |
| 17. | Церква св. Михаїла (мур.)                   | 1930 р.       | с. Волиця         | 1624            | рішення Тернопільського облвиконкому від 31.03.1992 р. № 30 |
| 18. | Каплиця (мур.)                              | ХІХ ст.       | с. Волиця         | 1625            | рішення Тернопільського облвиконкому від 31.03.1992 р. № 30 |
| 19. | Церква св. Михаїла (дер.)                   | 1789 р.       | с. Влащинці       | 1626            | рішення Тернопільського облвиконкому від 31.03.1992 р. № 30 |
| 20. | Церква св. Михаїла (дер.)                   | 1762 р.       | с. Грибова        | 1628            | рішення Тернопільського облвиконкому від 31.03.1992 р. № 30 |
| 21. | Церква св. Дмитрія (дер.)                   | 1762 р.       | с. Гриньки        | 1629/1          | рішення Тернопільського облвиконкому від 31.03.1992 р. № 30 |
| 22. | Каплиця (дер.)                              | 1762 р.       | с. Гриньки        | 1629/2          | рішення Тернопільського облвиконкому від 31.03.1992 р. № 30 |
| 23. | Церква апостола Іоанна Богослова (мур.)     | 1874 р.       | с. Жуківці        | 1630            | рішення Тернопільського облвиконкому від 31.03.1992 р. № 30 |
| 24. | Церква Різдва Богородиці (дер.)             | 1871 р.       | с. Загірці        | 1631            | рішення Тернопільського облвиконкому від 31.03.1992 р. № 30 |
| 25. | Церква Різдва (мур.)                        | 1873 р.       | с. Карначівка     | 1655            | рішення Тернопільського облвиконкому від 31.03.1992 р. № 30 |
| 26. | Церква св. Дмитрія (дер.)                   | 1872 р.       | с. Козачки        | 1633            | рішення Тернопільського облвиконкому від 31.03.1992 р. № 30 |
| 27. | Церква Святого Духа (мур.)                  | 1890 р.       | с. Краснолука     | 1634            | рішення Тернопільського облвиконкому від 31.03.1992 р. № 30 |
| 28. | Церква Різдва Богородиці (дер.)             | 1890 р.       | с. Краснолука     | 1635            | рішення Тернопільського облвиконкому від 31.03.1992 р. № 30 |
| 29. | Церква Вознесенська (мур.)                  | 1843 р.       | с. Лопушне        | 57              | рішення Тернопільського облвиконкому від 31.03.1992 р. № 30 |
| 30. | Церква св. Михаїла (мур.)                   | 1892 р.       | с. Люлинці        | 1616            | рішення Тернопільського облвиконкому від 31.03.1992 р. № 30 |
| 31. | Каплиця церкви св. Михаїла (мур.)           | 19ст. р.      | с. Люлинці        | 1617            | рішення Тернопільського облвиконкому від 31.03.1992 р. № 30 |
| 32. | Церква св. Параскеви (мур.)                 | 1907 р.       | с. Малі Куськівці | 1639            | рішення Тернопільського облвиконкому від 31.03.1992 р. № 30 |
| 33. | Церква св. Юрія (дер.)                      | 1784 р.       | с. Молотків       | 1638            | рішення Тернопільського облвиконкому від 31.03.1992 р. № 30 |
| 34. | Церква св. Дмитрія (дер.)                   | 1892 р.       | с. Москалівка     | 1636            | рішення Тернопільського облвиконкому від 31.03.1992 р. № 30 |
| 35. | Каплиця (мур.)                              | ХІХ ст.       | с. Москалівка     | 1637            | рішення Тернопільського облвиконкому від 31.03.1992 р. № 30 |
| 36. | Церква Воздвиження Чесного Хреста (дер.)    | 1790 р.       | с. Оришківці      | 1641            | рішення Тернопільського облвиконкому від 31.03.1992 р. № 30 |
| 37. | Церква св. Миколая (дер.)                   | 1759 р.       | с. Печірна        | 1644            | рішення Тернопільського облвиконкому від 31.03.1992 р. № 30 |
| 38. | Церква Воздвиження Чесного Хреста (дер.)    | 1750 р.       | с. Плиска         | 1645            | рішення Тернопільського облвиконкому від 31.03.1992 р. № 30 |
| 39. | Церква Воздвиження Чесного Хреста (мур.)    | 1930 р.       | с. Соколівка      | 1648            | рішення Тернопільського облвиконкому від 31.03.1992 р. № 30 |
| 40. | Церква Успення (дер.)                       | 1911 р.       | с. Шушківці       | 1650            | рішення Тернопільського облвиконкому від 31.03.1992 р. № 30 |
| 41. | Вознесенська церква (дер.)                  | 1760 р.       | с. Юськівці       | 1652            | рішення Тернопільського облвиконкому від 31.03.1992 р. № 30 |
| 42. | Каплиця Вознесенської церкви                | 1760 р.       | с. Юськівці       | 1653            | рішення Тернопільського облвиконкому від 31.03.1992 р. № 30 |

## Пам'ятки історії
| №  | Назва | Дата                  | Адреса                                                                                    | Охоронний номер | Документ про взяття на облік |
| -- | --- | --------------------- | ----------------------------------------------------------------------------------------- | --------------- | --- |
| 1  | Пам'ятний знак жертвам чорнобильської катастрофи                                                                    | 1996 р.               | м. Ланівці, вул. Білозірська                                                              | 3263            | Наказ управління культури Тернопільської обласної державної адміністрації від 09.02.2012 р. № 14                                                                |
| 2  | Єврейське кладовище                                                                                                 |                       | м. Ланівці, вул. Гайова (роздоріжжя вул. Котляревського та Української)                   | 1670-Тр         | Наказ управління культури Тернопільської обласної державної адміністрації від 18.10.2005 р. № 112, Наказ Міністерства культури України від 22.11.2012 р. № 1364 |
| 3  | Братська могила євреїв – жертв німецьких фашистів (приблизно 3,5 тис. чол.)                                         |                       | м. Ланівці, вул. Гайова (роздоріжжя вул. Котляревського та Української)                   | 1681-Тр         | Розпорядження Представника Президента України в Тернопільській області від 25.06.1992 р. № 148, Наказ Міністерства Культури України від 22.11.2012 р. № 1364    |
| 4  | Польське кладовище                                                                                                  | XVIII – сер.XX ст.    | м. Ланівці, вул. Незалежності                                                             |                 | Наказ управління культури Тернопільської обласної державної адміністрації від 07.03.2018 р. № 28-од                                                             |
| 5  | Братські могили воїнів Радянської армії і радянських партійних активістів                                           | 1985 р.               | м. Ланівці, вул. Незалежності                                                             | 443             | Рішення виконкому Тернопільської обласної ради від 29.01.1988 р. № 32                                                                                           |
| 6  | Пам'ятний знак воїнам-землякам, які загинули під час війни в Афганістані                                            |                       | м. Ланівці, вул. Незалежності                                                             | 3264            | Наказ управління культури Тернопільської обласної державної адміністрації від 09.02.2012 р. № 14                                                                |
| 7  | Пам’ятний знак Борцям за Волю України, жертвам комуністичного тоталітарного режиму                                  | 1994 р.               | м. Ланівці, вул. Незалежності, "Лановецький яр"                                           | 1669            | Наказ управління культури Тернопільської обласної державної адміністрації від 18.10.2005 р. № 112                                                               |
| 8  | Пам'ятне місце захоронення жертв комуністичного тоталітарного режиму                                                |                       | м. Ланівці, вул. Незалежності, "Лановецький яр"                                           | 3265            | Наказ управління культури Тернопільської обласної державної адміністрації від 09.02.2012 р. № 14                                                                |
| 9  | Залишки єврейського кладовища                                                                                       | XVII-XVIII ст.        | м. Ланівці, вул. Новосілка                                                                | 3335            | Наказ управління культури Тернопільської обласної державної адміністрації від 07.03.2018 р. № 28-од                                                             |
| 10 | Могила воїнів Української Народної Республіки                                                                       |                       | м. Ланівці, вул. Садова, біля СПТУ                                                        | 1668            | Наказ управління культури Тернопільської обласної державної адміністрації від 18.10.2005 р. № 112                                                               |
| 11 | Пам'ятний знак на честь 1020-річчя хрещення Київської Русі - "Декларація місту"                                     | 28.07.2008 р.         | м. Ланівці, вул. Шкільна                                                                  | 3256            | Наказ управління культури Тернопільської обласної державної адміністрації від 09.02.2012 р. № 14                                                                |
| 12 | Монумент Слави воїнам Радянської армії та пам’ятний знак воїнам-землякам, які загинули в роки Другої світової війни | 1982 р.               | м. Ланівці, парк                                                                          | 938             | Рішення виконкому Тернопільської обласної ради від 27.11.1984 р. № 332                                                                                          |
| 13 | Братська могила воїнів УПА (приблизно 23 чол.)                                                                      |                       | м. Ланівці, х. Степ, N45º52.316, Е26º06.343                                               | 1671            | Наказ управління культури Тернопільської обласної державної адміністрації від 18.10.2005 р. № 112                                                               |
| 14 | Ділянка могил (4 могили) воїнів Української Повстанської Армії                                                      |                       | с. Бережанка                                                                              | 1641            | Наказ управління культури Тернопільської обласної державної адміністрації від 18.10.2005 р. № 112                                                               |
| 15 | Поховання (4 могили): полковники і старшини невідомої армії                                                         |                       | с. Бережанка, біля церкви                                                                 | 1642            | Наказ управління культури Тернопільської обласної державної адміністрації від 18.10.2005 р. № 112                                                               |
| 16 | Братські могили воїнів Української Повстанської Армії (5)                                                           |                       | с. Білозірка                                                                              | 1643            | Наказ управління культури Тернопільської обласної державної адміністрації від 18.10.2005 р. № 112                                                               |
| 17 | Пам’ятний знак воїнам-землякам, які загинули в роки Другої світової війни                                           | 1945 р.               | с. Білозірка                                                                              | 945             | Рішення виконкому Тернопільської обласної ради від 25.01.1982 р. № 34                                                                                           |
| 18 | Могили воїнів Радянської армії                                                                                      | 1945 р., рек. 1981 р. | с. Білозірка                                                                              | 946             | Рішення виконкому Тернопільської обласної ради від 22.03.1971 р. № 147                                                                                          |
| 19 | Братська могила Українських Січових Стрільців                                                                       | 1918 р.               | с. Білозірка, кладовище                                                                   | 1644            | Наказ управління культури Тернопільської обласної державної адміністрації від 18.10.2005 р. № 112                                                               |
| 20 | Пам’ятний знак воїнам-землякам, які загинули в роки Другої світової війни                                           | 1972 р.               | с. Буглів, біля школи                                                                     | 704             | Рішення виконкому Тернопільської обласної ради від 12.06.1978 р. № 286                                                                                          |
| 21 | Могила воїна Радянської армії (невідомий)                                                                           |                       | с. Ванжулів                                                                               | 1647            | Наказ управління культури Тернопільської обласної державної адміністрації від 18.10.2005 р. № 112                                                               |
| 22 | Пам’ятний знак воїнам-землякам, які загинули в роки Другої світової війни                                           | 1975 р.               | с. Ванжулів                                                                               | 705             | Рішення виконкому Тернопільської обласної ради від 12.06.1978 р. № 286                                                                                          |
| 23 | Пам’ятний знак воїнам-землякам, які загинули в роки Другої світової війни                                           | 1967 р.               | с. Вербовець                                                                              | 728             | Рішення виконкому Тернопільської обласної ради від 22.03.1971 р. № 147                                                                                          |
| 24 | Могила командира куреню Української Повстанської Армії “Південь” Климишина Івана "Крук"                             | 1944 р.               | с. Верещаки                                                                               | 1648            | Наказ управління культури Тернопільської обласної державної адміністрації від 18.10.2005 р. № 112                                                               |
| 25 | Могила членів ревкому, розстріляних польськими окупантами                                                           | 1950 р., рек. 1982 р. | с. Верещаки, вул. І. Франка                                                               | 1013            | Рішення виконкому Тернопільської обласної ради від 22.03.1971 р. № 147                                                                                          |
| 26 | Пам’ятний знак воїнам-землякам, які загинули в роки Другої світової війни                                           |                       | с. Верещаки,біля фельшерсько-акушерського пункту                                          | 1036            | Рішення виконкому Тернопільської обласної ради від 26.08.1986 р. № 250                                                                                          |
| 27 | Пам’ятний знак воїнам-землякам, які загинули в роки Другої світової війни                                           | 1973 р.               | с. Вишгородок, вул. Зелена                                                                | 729             | Рішення виконкому Тернопільської обласної ради від 12.06.1978 р. № 286                                                                                          |
| 28 | Братська могила воїнів Української Повстанської Армії (11 чол.)                                                     | 1953 р.               | с. Вишгородок, вул. Я. Струхманчука, біля сільської ради                                  | 1649            | Наказ управління культури Тернопільської обласної державної адміністрації від 18.10.2005 р. № 112                                                               |
| 29 | Пам’ятний знак воїнам-землякам, які загинули в роки Другої світової війни                                           |                       | с. Влащинці                                                                               | 1675            | Рішення виконкому Тернопільської обласної ради від 26.08.1986 р. № 250                                                                                          |
| 30 | Братська могила Січових Стрільців                                                                                   | 1919 р.               | с. Волиця, кладовище                                                                      |                 | Наказ управління культури Тернопільської обласної державної адміністрації від 07.03.2018 р. № 28-од                                                             |
| 31 | Пам’ятний знак воїнам-землякам, які загинули в роки Другої світової війни                                           | 1946 р.               | с. Волиця, центр, роздоріжжя                                                              | 1041            | Рішення виконкому Тернопільської обласної ради від 26.08.1986 р. № 250                                                                                          |
| 32 | Пам’ятний знак воїнам-землякам, які загинули в роки Другої світової війни                                           | 07.05.1985 р.         | с. Грибова, центр                                                                         | 1071            | Рішення виконкому Тернопільської обласної ради від 26.08.1986 р. № 250                                                                                          |
| 33 | Пам’ятний знак воїнам-землякам, які загинули в роки Другої світової війни                                           | 1967 р.               | с. Гриньки                                                                                | 442             | Рішення виконкому Тернопільської обласної ради від 22.03.1971 р. № 147                                                                                          |
| 34 | Пам’ятний знак воїнам-землякам, які загинули в роки Другої світової війни                                           | 1986 р.               | с. Жуківці                                                                                | 1074            | Рішення виконкому Тернопільської обласної ради від 29.01.1988 р. № 32                                                                                           |
| 35 | Пам’ятний знак воїнам-землякам, які загинули в роки Другої світової війни                                           | 1977 р.               | с. Загірці                                                                                | 730             | Рішення виконкому Тернопільської обласної ради від 12.06.1978 р. № 286                                                                                          |
| 36 | Могила воїна Радянської армії                                                                                       |                       | с. Загірці, кладовище (середина)                                                          | 1650            | Наказ управління культури Тернопільської обласної державної адміністрації від 18.10.2005 р. № 112                                                               |
| 37 | Пам’ятний знак воїнам-землякам, які загинули в роки Другої світової війни                                           | 1985 р.               | с. Іванківці                                                                              | 1068            | Рішення виконкому Тернопільської обласної ради від 29.01.1988 р. № 32                                                                                           |
| 38 | Пам’ятний знак воїнам-землякам, які загинули в роки Другої світової війни                                           | 1986 р.               | с. Козачки                                                                                | 1072            | Рішення виконкому Тернопільської обласної ради від 26.08.1986 р. № 250                                                                                          |
| 39 | Могила українців, жертв Другої світової війни                                                                       | 1944 р.               | с. Коржківці, хутір Дубина                                                                | 1672            | Наказ управління культури Тернопільської обласної державної адміністрації від 18.10.2005 р. № 112                                                               |
| 40 | Братська могила воїнів Радянської армії (22 чол., невідомі)                                                         |                       | с. Кутиска                                                                                | 1651            | Наказ управління культури Тернопільської обласної державної адміністрації від 18.10.2005 р. № 112                                                               |
| 41 | Могили (2) Українських Січових стрільців                                                                            |                       | с. Кутиска                                                                                | 1652            | Наказ управління культури Тернопільської обласної державної адміністрації від 18.10.2005 р. № 112                                                               |
| 42 | Пам’ятний знак козацтву Богдана Хмельницького, яке проходило в 1649 р. на Збараж “Козацький шлях”                   | 1992 р.               | с. Кутиска                                                                                | 1653            | Наказ управління культури Тернопільської обласної державної адміністрації від 18.10.2005 р. № 112                                                               |
| 43 | Могила воїна Радянської армії Міхеєва Д.                                                                            | 1970 р.               | с. Кутиска                                                                                | 1077            | Рішення виконкому Тернопільської обласної ради від 22.03.1971 р. № 147                                                                                          |
| 44 | Братська могила воїнів Радянської армії                                                                             |                       | с. Люлинці                                                                                | 1654            | Наказ управління культури Тернопільської обласної державної адміністрації від 18.10.2005 р. № 112                                                               |
| 45 | Пам’ятний знак воїнам-землякам, які загинули в роки Другої світової війни                                           | 1970 р.               | с. Мала Білка                                                                             | 707             | Рішення виконкому Тернопільської обласної ради від 22.03.1971 р. № 147                                                                                          |
| 46 | Пам’ятний знак воїнам-землякам, які загинули в роки Другої світової війни                                           | 1978 р.               | с. Малі Кусківці, центр, роздоріжжя біля з/д переїзду                                     | 1034            | Рішення виконкому Тернопільської обласної ради від 26.08.1986 р. № 250                                                                                          |
| 47 | Музей жертв фашизму                                                                                                 | 1985 р.               | с. Молотків                                                                               | 1000/1          | Рішення виконкому Тернопільської обласної ради від 26.08.1986 р. № 250                                                                                          |
| 48 | Пам’ятний знак воїнам-землякам, які загинули в роки Другої світової війни                                           | 1985 р.               | с. Молотків                                                                               | 1000/3          | Рішення виконкому Тернопільської обласної ради від 26.08.1986 р. № 250                                                                                          |
| 49 | Пам’ятний знак воїнам-землякам, які загинули в роки Другої світової війни                                           | 1965 р.               | с. Молотків                                                                               | 444             | Рішення виконкому Тернопільської обласної ради від 22.03.1971 р. № 147                                                                                          |
| 50 | Меморіальний комплекс жертвам фашизму                                                                               | 1985 р.               | с. Молотків, центр                                                                        | 1000            | Рішення виконкому Тернопільської обласної ради від 26.08.1986 р. № 250                                                                                          |
| 51 | Пам'ятний знак „Скорботна мати”                                                                                     | 1985 р.               | с. Молотків, центр                                                                        | 1000/2          | Рішення виконкому Тернопільської обласної ради від 26.08.1986 р. № 250                                                                                          |
| 52 | Пам'ятний знак „Спалене село”                                                                                       | 1985 р.               | с. Молотків, центр                                                                        | 1000/4          | Рішення виконкому Тернопільської обласної ради від 26.08.1986 р. № 250                                                                                          |
| 53 | Пам’ятний знак „Кузня”                                                                                              | 1985 р.               | с. Молотків, центр                                                                        | 1000/5          | Рішення виконкому Тернопільської обласної ради від 26.08.1986 р. № 250                                                                                          |
| 54 | Пам’ятний знак воїнам-землякам, які загинули в роки Другої світової війни                                           | 1975 р.               | с. Москалівка                                                                             | 732             | Рішення виконкому Тернопільської обласної ради від 12.06.1978 р. № 286                                                                                          |
| 55 | Могила вчительки Подорожньої Т. А.                                                                                  |                       | с. Москалівка, кладовище                                                                  | 1656            | Наказ управління культури Тернопільської обласної державної адміністрації від 18.10.2005 р. № 112                                                               |
| 56 | Пам’ятний знак воїнам-землякам, які загинули в роки Другої світової війни                                           | 1975 р.               | с. Москалівка, кладовище, ліва сторона центральної алеї, 49.762023 26.11705               | 1065            | Рішення виконкому Тернопільської обласної ради від 29.01.1988 р. № 32                                                                                           |
| 57 | Братська могила воїнів Української Повстанської Армії (6 чол.)                                                      |                       | с. Москалівка, сільський цвинтар, 49.762023 26.11705                                      | 1655            | Наказ управління культури Тернопільської обласної державної адміністрації від 18.10.2005 р. № 112                                                               |
| 58 | Братські могили воїнів Української Повстанської Армії (2)                                                           |                       | с. Огризківці, кладовище                                                                  | 1657            | Наказ управління культури Тернопільської обласної державної адміністрації від 18.10.2005 р. № 112                                                               |
| 59 | Пам'ятний знак (хрест) на місці с.Забужани                                                                          | поч. XVII ст.         | с. Оришківці, 1,5 км на Пн-Зх від центру села, з лівого боку автодороги Оришківці-Ланівці | 3266            | Наказ управління культури Тернопільської обласної державної адміністрації від 09.02.2012 р. № 14                                                                |
| 60 | Пам’ятний знак воїнам-землякам, які загинули в роки Другої світової війни                                           | 1977 р.               | с. Оришківці, центр, роздоріжжя біля магазину                                             | 894             | Рішення виконкому Тернопільської обласної ради від 12.06.1978 р. № 286                                                                                          |
| 61 | Пам’ятний знак воїнам-землякам, які загинули в роки Другої світової війни                                           | 1967 р.               | с. Осники                                                                                 | 445             | Рішення виконкому Тернопільської обласної ради від 22.03.1971 р. № 147                                                                                          |
| 62 | Пам’ятний знак воїнам-землякам, які загинули в роки Другої світової війни                                           | 1985 р.               | с. Печірна                                                                                | 998             | Рішення виконкому Тернопільської обласної ради від 26.08.1986 р. № 250                                                                                          |
| 63 | Пам’ятний знак воїнам-землякам, які загинули в роки Другої світової війни                                           | 1985 р.               | с. Плиска                                                                                 | 1081            | Рішення виконкому Тернопільської обласної ради від 29.01.1988 р. № 32                                                                                           |
| 64 | Братська могила воїнів Радянської армії (3 чол., прізвища невідомі)                                                 |                       | с. Татаринці                                                                              | 1660            | Наказ управління культури Тернопільської обласної державної адміністрації від 18.10.2005 р. № 112                                                               |
| 65 | Могила німецького воїна Ратца Отто                                                                                  |                       | с. Юськівці, кладовище                                                                    | 1664            | Наказ управління культури Тернопільської обласної державної адміністрації від 18.10.2005 р. № 112                                                               |
| 66 | Могила німецького воїна Єзусбенка Вільгельма                                                                        |                       | с. Юськівці, кладовище                                                                    | 1665            | Наказ управління культури Тернопільської обласної державної адміністрації від 18.10.2005 р. № 112                                                               |
| 67 | Могила німецького воїна Хіршмаєра Герхарда                                                                          |                       | с. Юськівці, кладовище                                                                    | 1666            | Наказ управління культури Тернопільської обласної державної адміністрації від 18.10.2005 р. № 112                                                               |
| 68 | Могила німецького воїна Гайсена А. Н.                                                                               |                       | с. Юськівці, старе кладовище, білч стадіону                                               | 1663            | Наказ управління культури Тернопільської обласної державної адміністрації від 18.10.2005 р. № 112                                                               |
| 69 | Пам’ятний знак воїнам-землякам, які загинули в роки Другої світової війни                                           | 1969 р., рек. 1986 р. | с. Юськівці, центр, навпроти сільради                                                     | 449             | Рішення виконкому Тернопільської обласної ради від 22.03.1971 р. № 147                                                                                          |
| 70 | Пам’ятний знак воїнам-землякам, які загинули в роки Другої світової війни                                           | 1969 р.               | с. Якимівці                                                                               | 450             | Рішення виконкому Тернопільської обласної ради від 22.03.1971 р. № 147                                                                                          |
| 71 | Могила невідомих льотчиків                                                                                          | 1944 р.               | с. Якимівці, кладовище                                                                    | 1667            | Наказ управління культури Тернопільської обласної державної адміністрації від 18.10.2005 р. № 112                                                               |

## Пам'ятки монументального мистецтва
| №  | Назва                                                 | Дата | Адреса                       | Охоронний номер | Документ про взяття на облік                                                                      |
| -- | ----------------------------------------------------- | ---- | ---------------------------- | --------------- | ------------------------------------------------------------------------------------------------- |
| 1. | Пам’ятник Рівноапостольному князю Володимиру Великому | 2001 | м. Ланівці, м-н Незалежності | 1640            | Наказ управління культури Тернопільської обласної державної адміністрації від 18.10.2005 р. № 112 |